# Isachne goiasensis
Isachne goiasensis är en gräsart som beskrevs av Stephen Andrew Renvoize. Isachne goiasensis ingår i släktet Isachne och familjen gräs. Inga underarter finns listade i Catalogue of Life.